# Ruth Brouwer

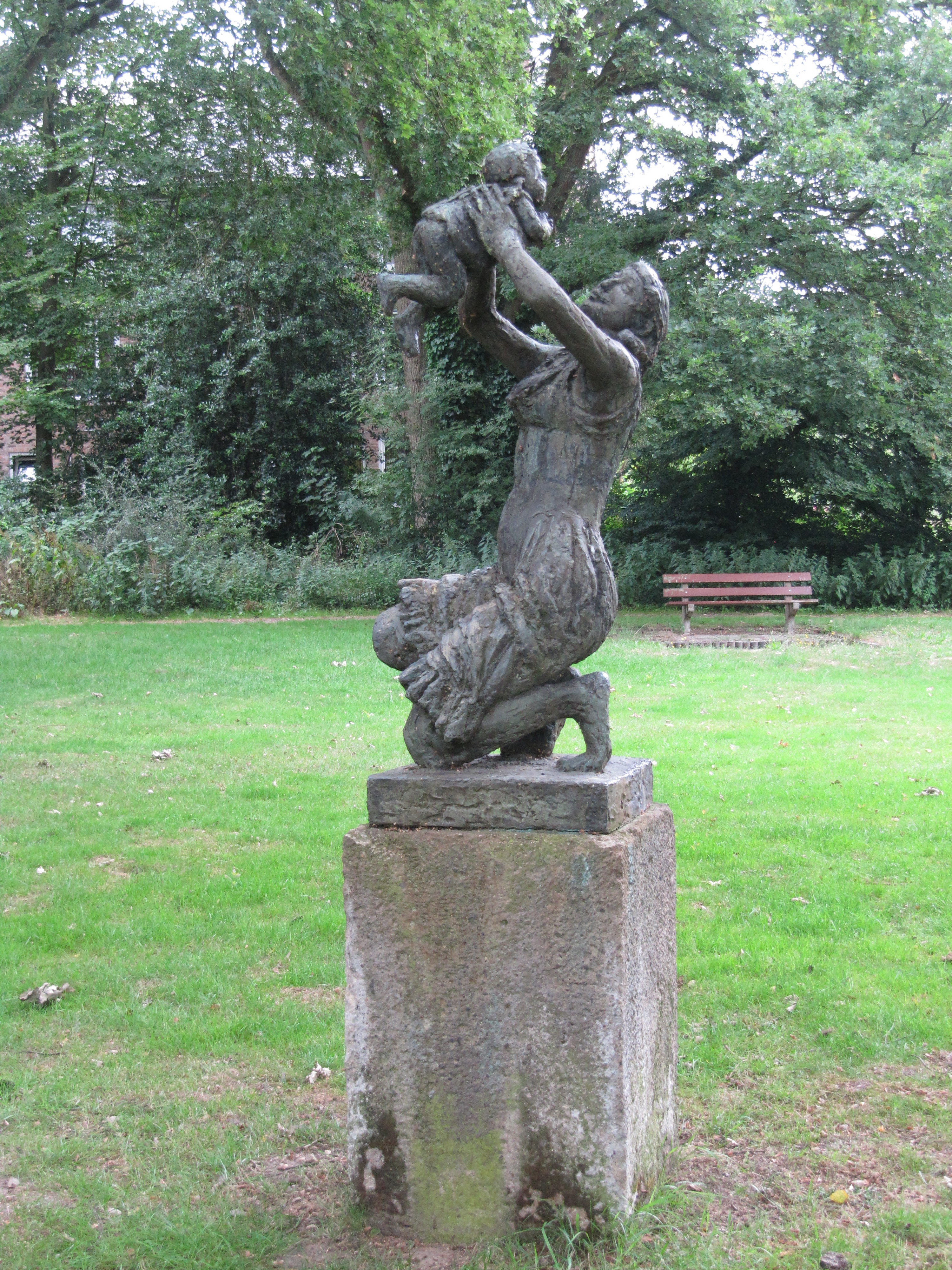
Moedervreugde

Ruth Brouwer (* 7. Juni 1930 in Antwerpen; † 25. Oktober 2020) war eine niederländische Bildhauerin, Medailleurin und Zeichnerin.

## Leben
Ruth Brouwer wurde in Antwerpen geboren. Sie wuchs in Amsterdam in der Jan van der Heydenstraat 1 in der Nähe des Sarphatiparks auf. Von 1945 bis 1950 besuchte sie in Amsterdam die Industrieschool der Maatschappij voor de Werkende Stand und studierte Modezeichnen, von 1947 bis 1949 das Instituut voor Kunstnijverheidsonderwijs Amsterdam und von 1950 bis 1952 die Rijksakademie van beeldende kunsten Amsterdam. Um 1953 wurde ihr Sohn Dorus geboren. Von 1954 bis 1956 studierte sie erneut an der Rijksakademie van beeldende kunsten, unter anderem bei dem Bildhauer Piet Esser. Im Jahr 1959 gewann sie den 2. Prix de Rome in Bildhauerkunst, 1962 den „Prijs van de Sociale Dienst Amsterdam“ und 1969 ein Reisestipendium.
Ruth Brouwer unternahm verschiedene Reisen, nachdem sie schon in jungen Jahren ein Jahr in Norwegen gelebt hatte. Sie bereiste Skandinavien in den Jahren 1952 bis 1954 und fuhr mit ihrem Sohn Dorus in ihrem Citroën 2CV unter anderem nach Deutschland, in die Schweiz, nach Frankreich, Portugal, Sizilien und Italien 1958 und Spanien 1967.

## Werk

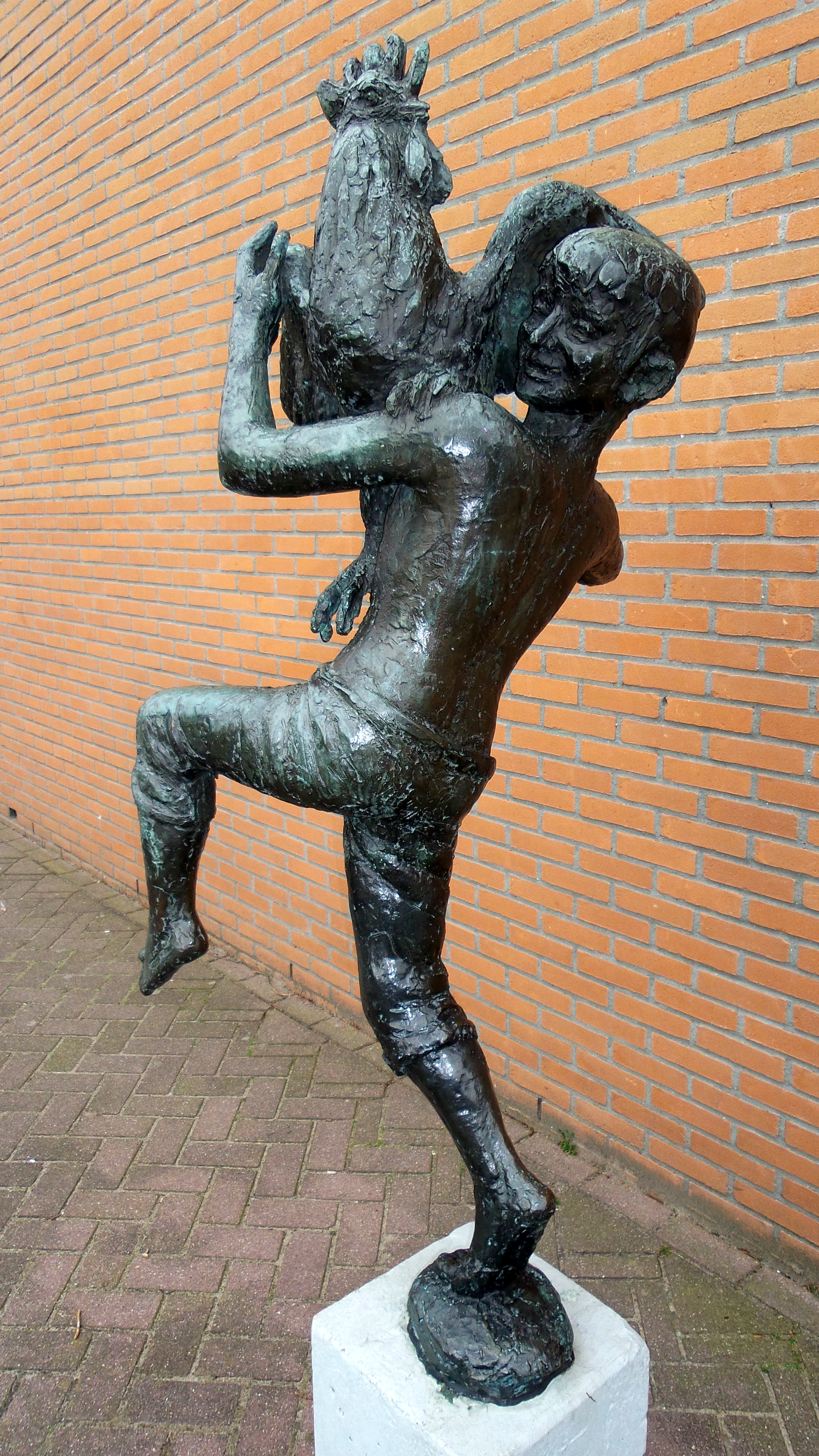
Jongen met haan

Im Jahr 1959 wurde Ruth Brouwer Mitglied im Nederlandse Kring van Tekenaars Amsterdam, 1969 im Nederlandse Kring van Beeldhouwers, 1969 in De Ploegh in Amersfoort und der Nederlandse Federatie van Beeldende Kunstenaars.
Ihr Werk umfasst figurative Skulpturen und Kleinplastiken in Ton, Stein und Bronze, darunter viele Kinder-, Frauen- und Tierfiguren. Weil ihre Wohnung in der Rapenburgerstraat 77 in Amsterdam keine Möglichkeit zum Anfertigen größerer Werke bot, belegte sie einen Kalligrafiekurs und begann sich der Münzprägung zu widmen. In ein Skizzenbuch, das sie immer bei sich hatte, zeichnete sie Szenen, aus denen verschiedene Ideen für Medaillen entstanden. Sie arbeitete auch im Auftrag und fertigte insgesamt 54 Medaillen an, bei denen ebenfalls als Hochrelief ausgeführte Menschendarstellungen dominierten. Mehrfach gestaltete sie Medaillen, die ihren Sohn in verschiedenen Altersphasen darstellten.
Einige ihrer Medaillen befinden in der Sammlung des Koninklijk Penningkabinet. In der nationalen Kunstsammlung der Niederlande sind drei Bronzearbeiten von ihr. Große Skulpturen von ihr im öffentlichen Raum stehen in Amersfoort, Amsterdam,  Leiden und Weesp.

## Ausstellungen (Auswahl)
Ruth Brouwer stellte regelmäßig aus und hatte unter anderem 1961 eine Doppelausstellung mit Jan Stroosma und in den Jahren 1965 und 1967 mit Emmy Eerdmans.
- 1959: Nederlandse Kring van Tekenaars, Gruppenausstellung Museum De Lakenhal, Leiden
- 1961: Start. Muntentoren, Deventer
- 1962: Stedelijk Museum De Lakenhal Leiden, Einzelausstellung
- 1962: Stedelijk Museum Amsterdam, Einzelausstellung
- 1963: Beeldhouwkunst 1813-1963 in Nederland. Museum Arnhem
- 1967: Utrechtse Kring, Doppelausstellung mit Emmy Eerdmans, Utrecht[7]
- 1968: Galerie Ina Broerse, Einzelausstellung,  Amsterdam
- 1969: Nederlandse Beeldhouwkunst 1964-1969. Centraal Museum Utrecht
- 1976: Brons, Hout en Steen. Schloss Zeist
- 1985: Een keuze uit de verzameling van Museum van Bommel-van Dam. Museum van Bommel van Dam, Venlo
- 1995: 18 vrouwelijke medailleurs. Galerie Imago, Amsterdam
- 1996: 12 medailleurs. Galerie Couzis, Gameren
- 2010: Ausstellung anlässlich ihres 80. Geburtstags, Museum Beelden aan Zee, Scheveningen

## Werke (Auswahl)

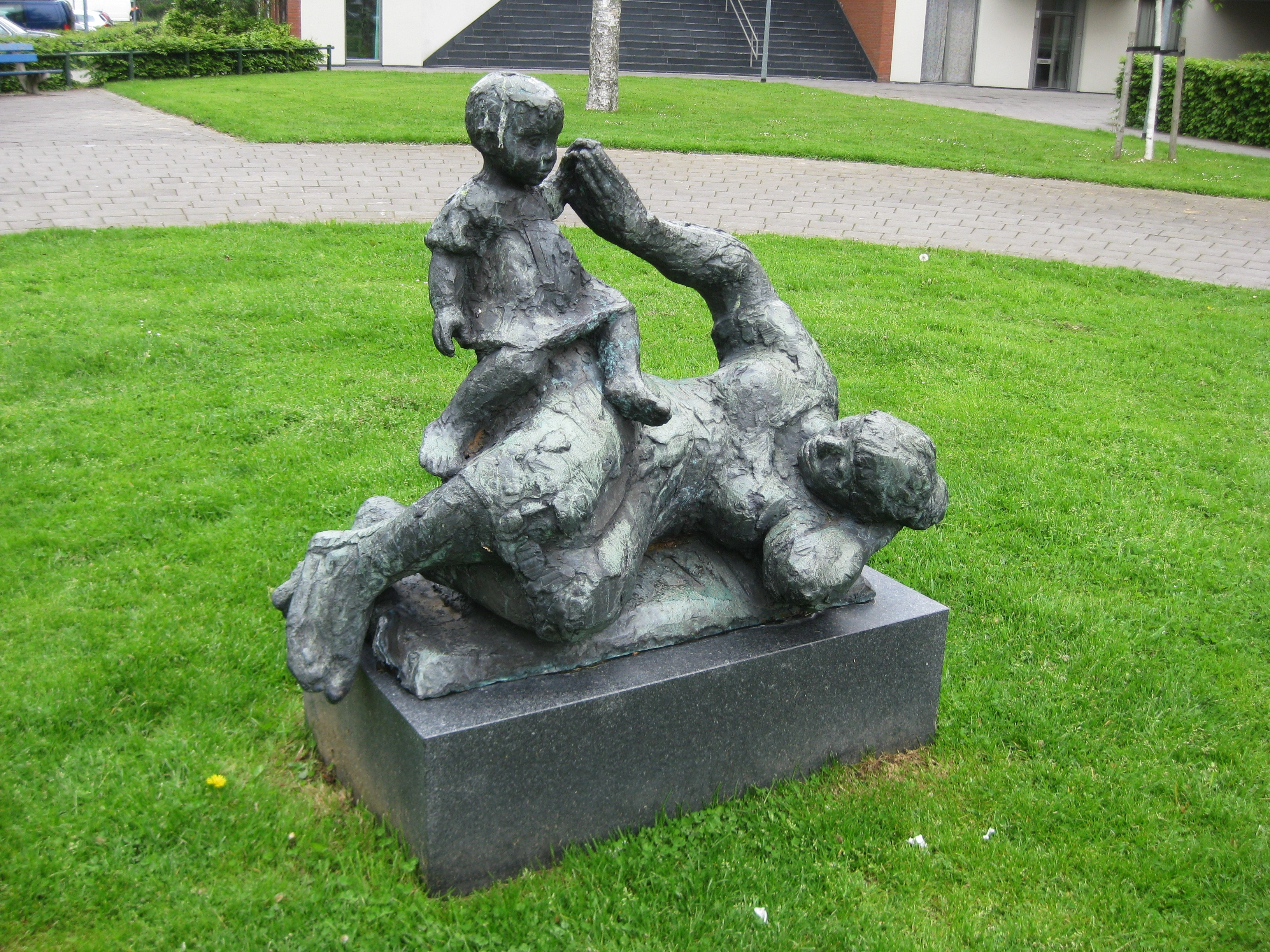
Moeder en kind, Weesp

- 1957: Moeder en kind. Dichtershof, Weesp
- 1960–1961: Moedervreugde. Kapelweg, Amersfoort
- 1961: Moeder en kind. Rathaus Leiden
- 1961: Moeder en kind. Rosarium, Amersfoort (2006 gestohlen)
- 1965: Staand kind. Rosarium, Amersfoort (gerettete Teilplastik der 2006 gestohlenen Skulptur Moeder en kind
- 1969: Jongen met haan. Osdorp, Amsterdam Nieuw-West)
- Koninginnedag / De kermisgangers. Kleinplastik, Beneluxlaan 924, Utrecht

Medaillen:

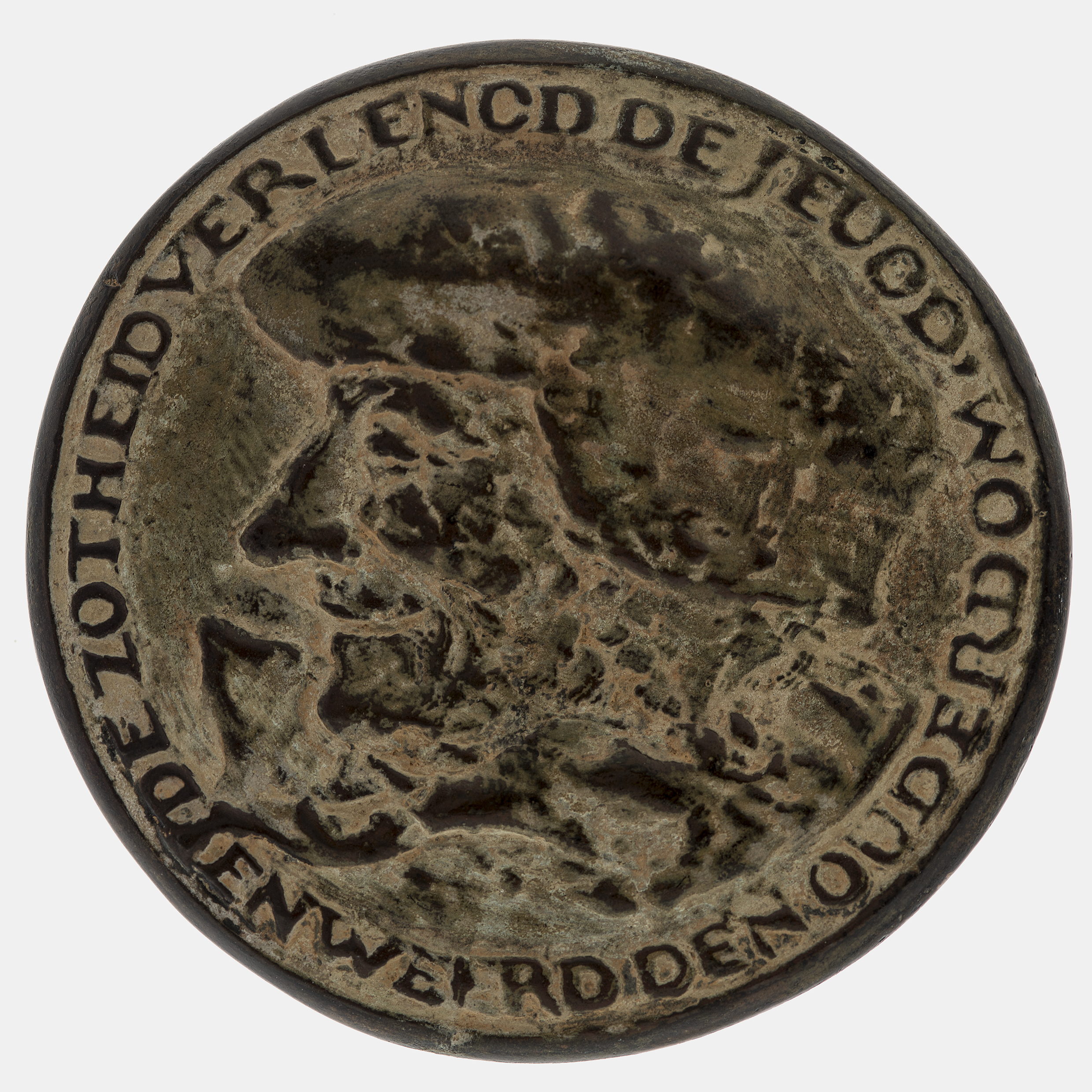
Erasmus, Vorderseite
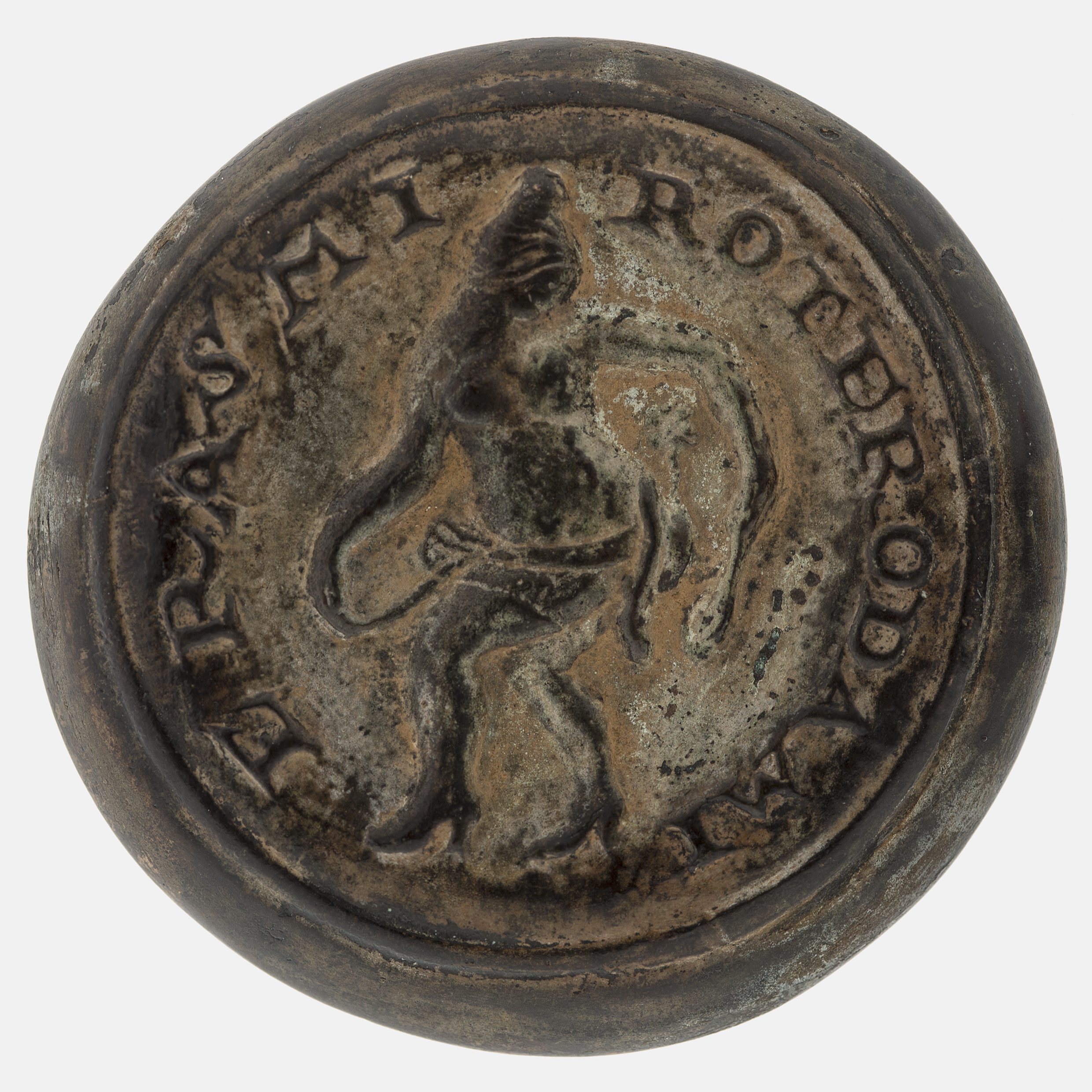
Erasmus, Rückseite
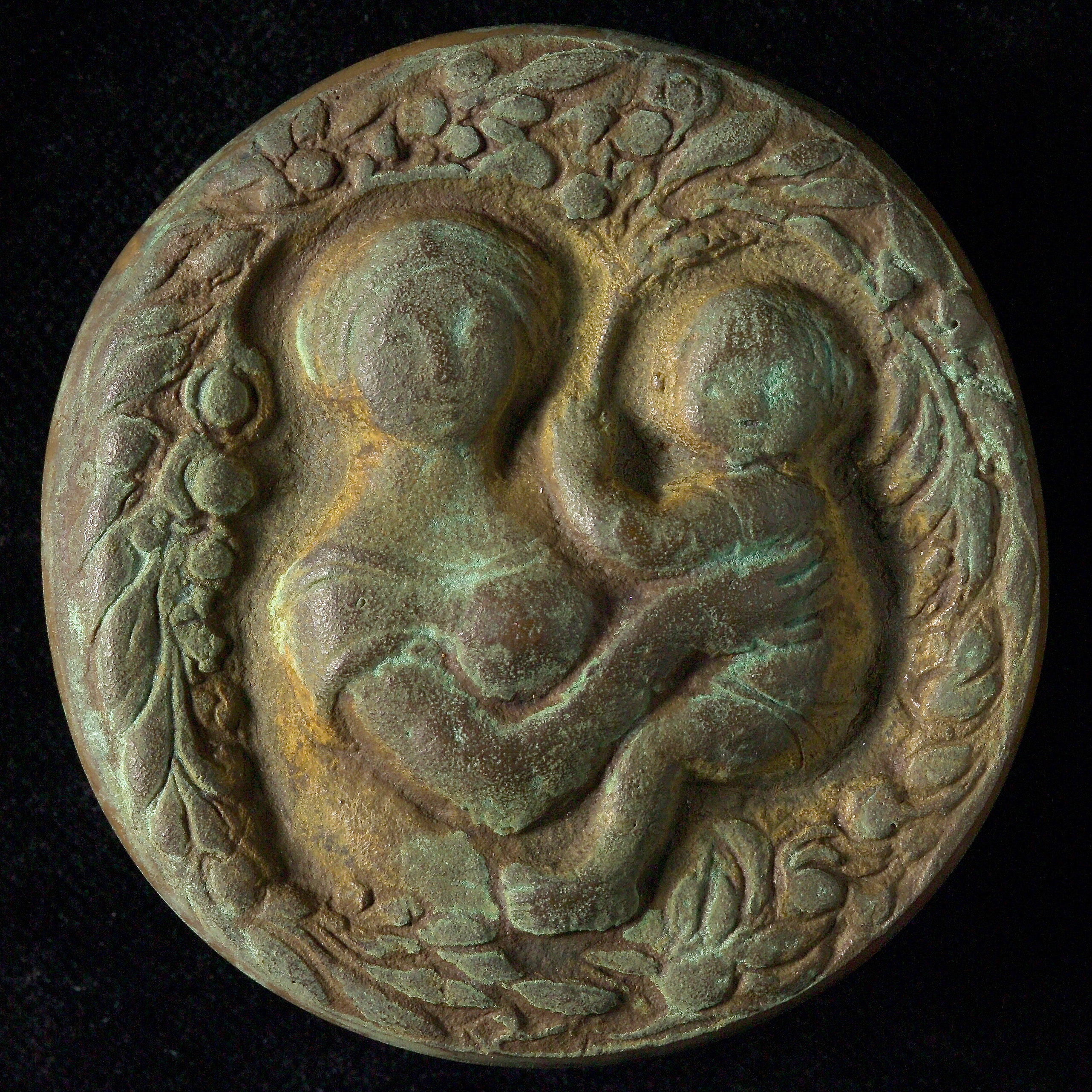
Penning op de Zomer, Vorderseite
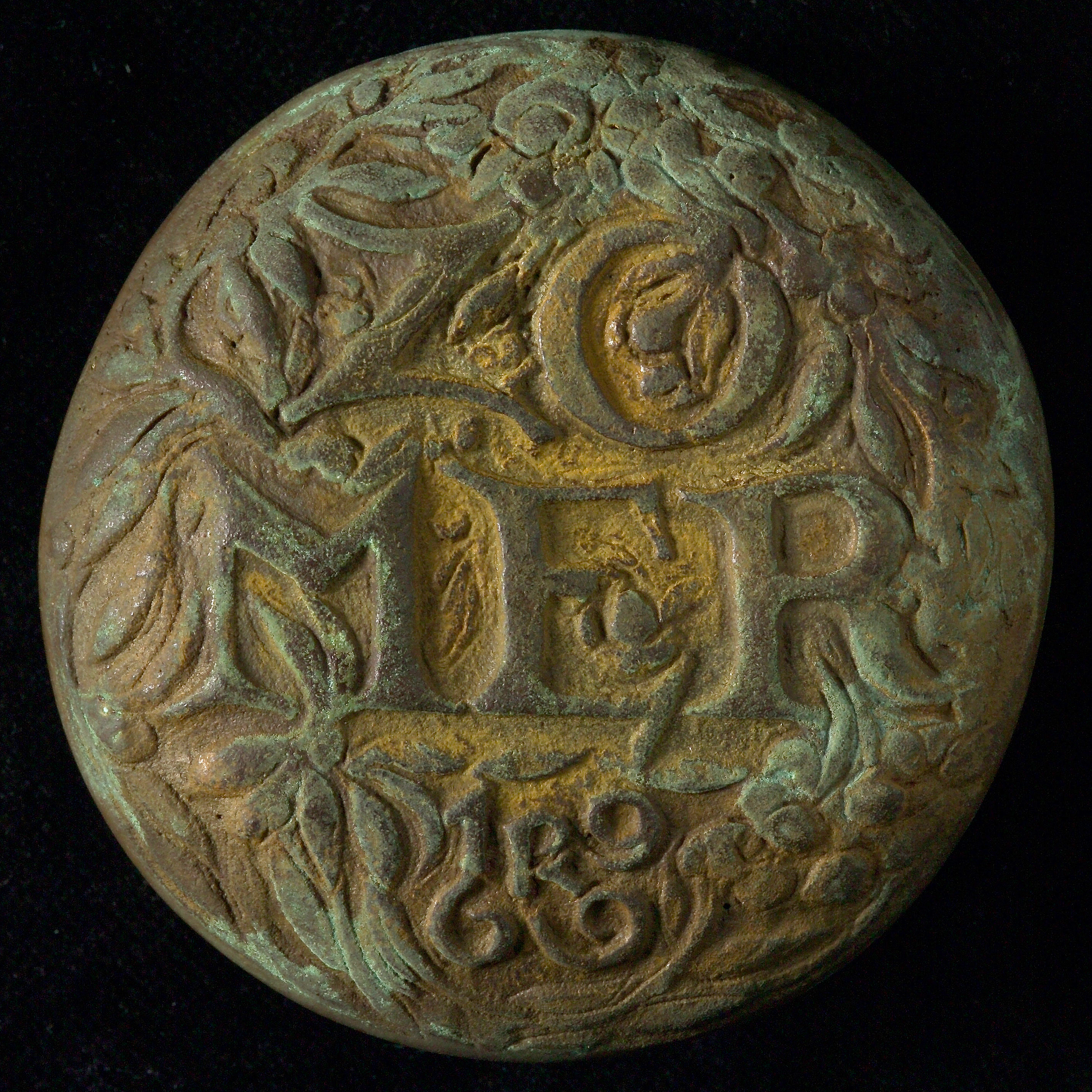
Penning op de Zomer, Rückseite

- 1956: Dorus als Dreijähriger
- 1957: Bevrijdingsdag
- 1957: Kinderportretje
- 1958: Dorus als Fünfjähriger
- 1958: Sarphatipark
- 1958: Jongetje op step
- 1959: Dorus als Zehnjähriger
- 1959: Duifje van Noach
- 1960: Kleuterdagverblijven
- 1963: Roosje
- 1964: Suzanna
- 1965: Dorus als Zwölfjähriger
- 1965: 100 jaar Vondelpark
- 1969: Moederdag
- ca. 1969: Kattenspel
- 1969: Erasmus „De zotheid verlengd de jeugd en weerd den ouderdom“
- 1969: Zomer. Jahresmünze der Vereniging voor Penningkunst
- ca. 1970: Zadok Eitje
- ca. 1974: Brentano
- 1986: Lisette da Costa
- 1986: Duifje
- 1986: Laat het leven sober zijn, maar vol feesten[2]